# ウェザー・リポート (1971年のアルバム)
『ウェザー・リポート』（Weather Report、直訳は「気象通報」「天気予報」）は、もともと1971年5月に発売された、アメリカ合衆国のエレクトリック・ジャズ・バンド、ウェザー・リポートによるコロムビア・レコードからのデビュー・アルバムである。
1992年には再発版CDが発売された。この再発版は1991年11月にニュー・ヨーク市のソニー・ミュージック・スタジオでデジタル・リマスターが施され、ソニー・インターナショナル・レーベルの名の下に再度発売されたものである。
このアルバムの音楽スタイルは、電気楽器による前衛的なジャズ、ということができる。ザヴィヌルとショーターが参加したマイルス・デイヴィスのアルバム『ビッチェズ・ブリュー』のスタイルを引き継いだものだが、より「環境音楽的」なものとなっている。

## 収録曲
| #  | タイトル                                | 作詞 | 作曲                               | 時間 |
| -- | --------------------------------------- | ---- | ---------------------------------- | ---- |
| 1. | 「ミルキー・ウェイ - "Milky Way"」      |      | ショーター、ザヴィヌル             | 2:33 |
| 2. | 「アンブレラ - "Umbrellas"」            |      | ショーター、ザヴィヌル、ヴィトウス | 3:27 |
| 3. | 「セヴンス・アロー - "Seventh Arrow"」  |      | ヴィトウス                         | 5:23 |
| 4. | 「オレンジ・レディ - "Orange Lady"」    |      | ザヴィヌル                         | 8:44 |
| 5. | 「モーニング・レイク - "Morning Lake"」 |      | ヴィトウス                         | 4:26 |
| 6. | 「ウォーターフォール - "Waterfall"」    |      | ザヴィヌル                         | 6:20 |
| 7. | 「ティアーズ - "Tears"」                |      | ショーター                         | 3:25 |
| 8. | 「ユリディス - "Eurydice"」             |      | ショーター                         | 5:45 |

## パーソネル
- ウェイン・ショーター (Wayne Shorter) - テナーサックス、ソプラノサックス
- ジョー・ザヴィヌル (Joe Zawinul) - エレクトリックピアノ、アコースティックピアノ
- ミロスラフ・ヴィトウス (Miroslav Vitous) - エレクトリックベース、アコースティックベース
- アルフォンス・ムゾーン (Alphonse Mouzon) - ドラム、ボーカル
- アイアート・モレイラ (Airto Moreira) - パーカッション

### ゲスト・ミュージシャン
- バーバラ・バートン (Barbara Burton) - パーカッション
- ドン・アライアス (Don Alias) - パーカッション